# Largitzen
Largitzen település Franciaországban, Haut-Rhin megyében. Lakosainak száma 333 fő (2022. január 1.). Largitzen Hindlingen, Hirtzbach, Hirsingue, Friesen, Heimersdorf, Bisel, Seppois-le-Bas, Ueberstrass és Seppois-le-Haut községekkel határos.

## Népesség
A település népességének változása:
| Lakosok száma | 317  | 314  | 314  | 322  | 324  | 327  | 330  | 333  |
|               | 2013 | 2015 | 2017 | 2018 | 2019 | 2020 | 2021 | 2022 |